# Martin Abegg
Martin G. Abegg Jr. (* 6. März 1950 in Peoria) ist ein US-amerikanischer evangelischer Theologe und Qumranforscher.

## Leben
Abegg studierte zunächst Geologie an der Bradley University in seiner Heimatstadt Peoria. Nach Abschluss des Studiums zog er 1972 nach Seattle und leitete dort ein Industrial Supply Outlet. Ende der 1970er Jahre unterrichtete er in seiner Gemeinde Sonntagsschulklassen, und dies brachte ihn auf den Gedanken, am Northwest Baptist Seminary in Tacoma Sprachkurse zu belegen. Danach unterrichtete er zwei Jahre Hebräisch an diesem Seminar und war ein Jahr Pastor einer Gemeinde in Vashon Island.
1984 entschied er sich, sein Studium an der Hebrew University in Jerusalem fortzusetzen, und hier kam er erstmals in Kontakt mit den Schriftrollen vom Toten Meer. Das geschah eher zufällig. Abegg hatte ein Seminar über die Septuaginta bei Emanuel Tov belegt, und es stellte sich heraus, dass Tov seine Pläne geändert hatte und statt der Septuagintaversion des Buchs Jeremia biblische Texte aus Qumran untersuchen wollte. Zunächst enttäuscht, begann Abegg sich für die Thematik zu interessieren.
Nach seiner Rückkehr in die Vereinigten Staaten setzte Abegg seine Qumranstudien fort. Das Hebrew Union College in Cincinnati verlieh ihm 1993 den Doktorgrad für seine kritische Edition der sogenannten Kriegsregel von Qumran (1QM). Hier am Hebrew Union College begann Abeggs Zusammenarbeit mit Ben Zion Wacholder, als deren Ergebnis eine vorläufige Edition der nicht publizierten Texte aus Höhle 4 der Öffentlichkeit vorgelegt werden konnte. Das Erscheinen des ersten Bandes im Jahre 1991 trug dazu bei, dass die seit 1960 ins Stocken geratene Publikation der Qumrantexte neu organisiert wurde.
Martin Abegg unterrichtete unterdessen von 1992 bis 1995 am Grace Theological Seminary in Winona Lake. Anschließend zog er mit seiner Familie nach British Columbia. Dort hat er den Ben Zion Wacholder Lehrstuhl für Qumranstudien an der Trinity Western University in Langley inne. Gemeinsam mit Peter Flint leitet er das dortige Dead Sea Scrolls Institute.

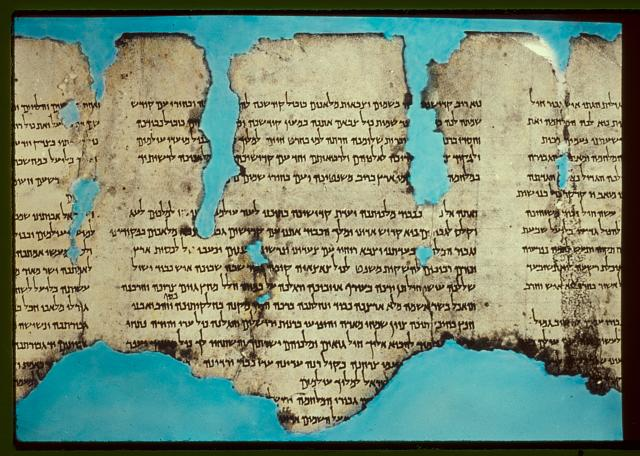
Martin Abegg promovierte mit einer textkritischen Edition von 1QM.

## Qumranforschung
Ben Zion Wacholder hatte von John Strugnell die Erlaubnis erhalten, Fotokopien der 2500-seitigen Qumran-Konkordanz machen zu lassen, die das Editorenteam für den internen Gebrauch angelegt hatte. Der mittlerweile erblindete Wacholder wartete schon Jahrzehnte auf die Edition der Texte aus Höhle 4. Die Konkordanz zeigte jedes hebräische bzw. aramäische Wort in seinem Kontext. Wacholders damaliger Doktorand Abegg kam auf die Idee, jeden einzelnen Eintrag der Konkordanz in einen Computer einzugeben und durch Reverse Engineering die Transkriptionen der Qumrantexte zu rekonstruieren, die als Grundlage für die Erstellung der Konkordanz gedient hatten. Da der Computer nur Texte akzeptierte, die von links nach rechts geschrieben waren, musste jeder hebräische bzw. aramäische Eintrag von hinten nach vorne eingelesen werden. Abegg entwickelte das Programm Glue, welches diese Prozedur überflüssig machte. Dann musste er immer noch 42.000 Zeilen auf Hebräisch und 15.000 Zeilen auf Aramäisch eingeben. Die ersten 50 Seiten des rekonstruierten Textes konnte er Wacholder Anfang 1991 überreichen. Dieser wollte die Texte sofort drucken lassen, aber Abegg sorgte sich, dass seine wissenschaftliche Karriere beendet sein könnte, bevor sie begann. Fachkollegen rieten von der Veröffentlichung ab. Als der erste Band dann doch im September 1991 im Druck erschien, war das Monopol der bisherigen Editoren (der sogenannten Scrollery) durchbrochen.

## Werke
- (gemeinsam mit Ben Zion Wacholder) A preliminary edition of the unpublished Dead Sea scrolls. The Hebrew and Aramaic texts from Cave Four reconstructed and edited, 4 Bände. Washington D. C. 1991 bis 1995.
- (gemeinsam mit James Bowley und Edward Cook) The Dead Sea Scrolls Concordance, Leiden 2003.